# Šemík
Pour l’article homonyme, voir Karol Semik.

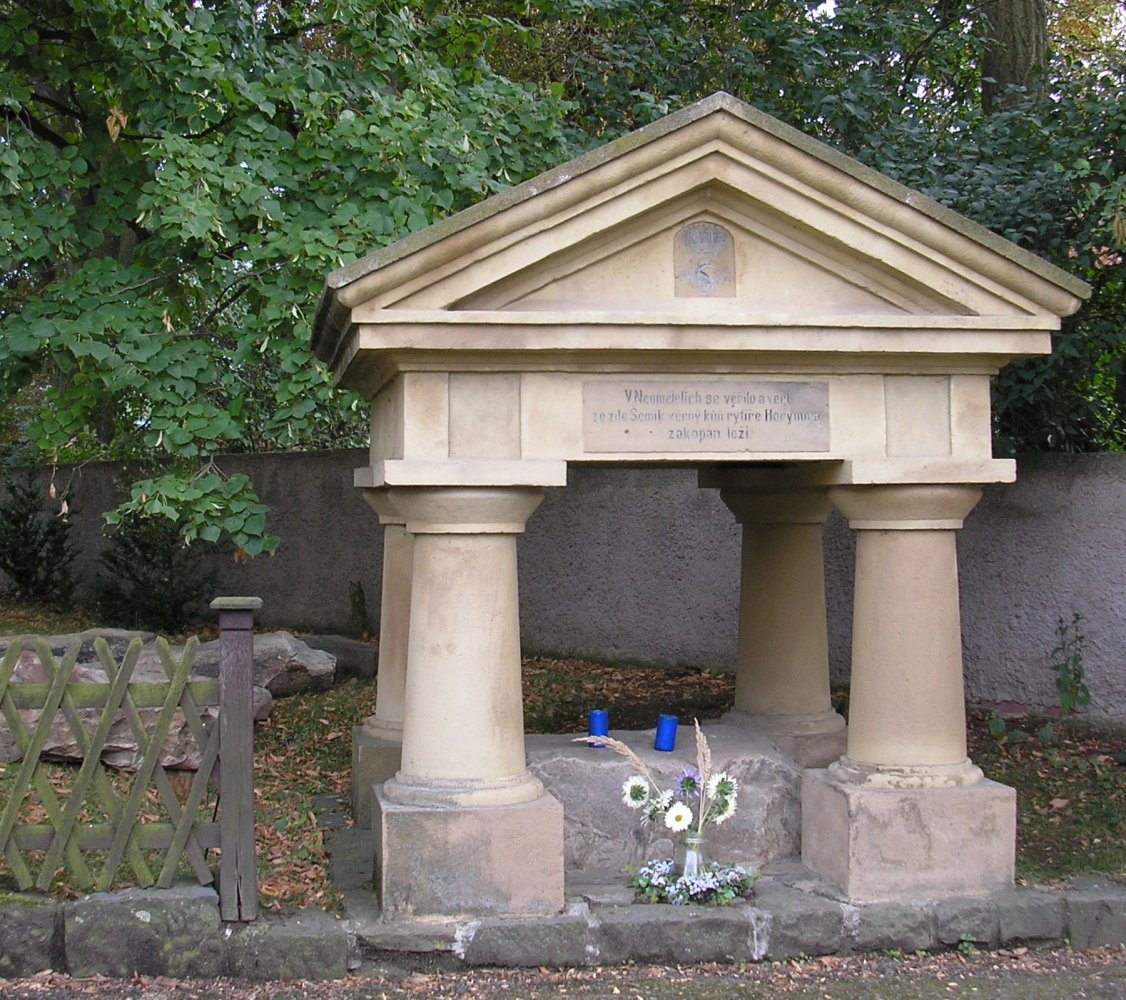
La tombe de Šemík à Neumětely

Šemík est, dans la mythologie slave de Tchéquie, un cheval blanc légendaire doué de parole et d'une grande intelligence, monture du personnage légendaire Horymír. Il sauva son maître d'une mort certaine mais l'effort le fit mourir d'épuisement. Une tombe fut érigée en 1887 en l'honneur de ce cheval, financée à l'aide d'or donné par Charles Joseph Adolphe III de Schwarzenberg (1824-1904), avec l'inscription suivante gravée "À Neumětely, on croyait et on croit encore que Šemík, le fidèle cheval du chevalier Horymír, est enterré ici". La légende veut que l'âme de Šemík dorme dans le rocher de Vyšehrad en attendant le moment où la Bohême aura de nouveau besoin de lui.

## La légende de Horymír et Šemík
Horymír était un hobereau qui vivait dans le village de Neumětely, pendant le règne de Křesomysl. Le prince avait une obsession pour les richesses, et en automne plusieurs hobereaux, avec Horymír à leur tête, allèrent voir Křesomysl pour le mettre en garde qu'une famine arriverait bientôt s'il continuait à encourager son peuple à délaisser les champs et pâturages au profit des mines, mais Křesomysl ne les écouta pas,.
Des mineurs de Březové Hory en attendant parler du conseil donné au prince, se révoltèrent, et durant la nuit, attaquèrent le domaine de Neumětely pour tuer Horymír. Ce dernier s'échappa grâce à son cheval blanc, Šemík, qui galopa à vive allure après qu'un homme les ai prévenu de l'attaque imminente. Le seigneur voyant son domaine pillé et en flammes, jura de se venger, disant "Que je devienne aussi noir que le charbon, qu'il me tranche avec ma propre épée si je ne venge pas tout, si je ne leur rend pas la pareille, et même pire !". 
Peu après Horymír avait rassemblé ses alliés, et au moment de la tombée de la nuit, le village de mineurs se fit incendier à son tour,, on remplit aussi les mines de roches, réduisant à néant le dûr labeur fait jusqu'ici. À la suite de cela ils se dispersèrent et Šemík transporta par magie Horymír à travers le vent pour arriver en un instant devant la résidence du vévoda de Vyšehrad, au même moment, l'aube se leva. Les mineurs réclamèrent justice auprès du prince Křesomysl, ils accusèrent Horymír devant la cour du château de Vyšehrad. Horymír arriva au jugement sur sa monture, et nia sa culpabilité, disant qu'il était impossible pour un seul homme d'être la nuit au village des mineurs et d'arriver à l'aube à Vyšehrad.
Křesomysl ne prit pas en compte sa défense et déclara Horymír coupable avant de le jeter en prison. Il en sortit quand les nobles et paysans virent pour décider de sa mise à mort, les mineurs qui avaient la faveur du prince exigeaient à voir Horymír brûler vif sur le bûcher, mais la petite noblesse prenant son parti conjurait à ce qu'on préfère une simple décapitation, le prince le condamna finalement se faire trancher la tête, par sa propre épée avant d'être incinérer.
Horymír demanda pour dernière volonté de faire le tour de la cour du château de Vyšehrad sur le dos de son cheval. Le prince accepta, Horymír monta sur son cheval blanc et se pencha sur son oreille pour lui chuchoter quelques mots. Šemík fit le tour de la cour au trot, puis accéléra et sauta par-dessus les remparts qui surplombaient la Vltava et de dangereux rochers.

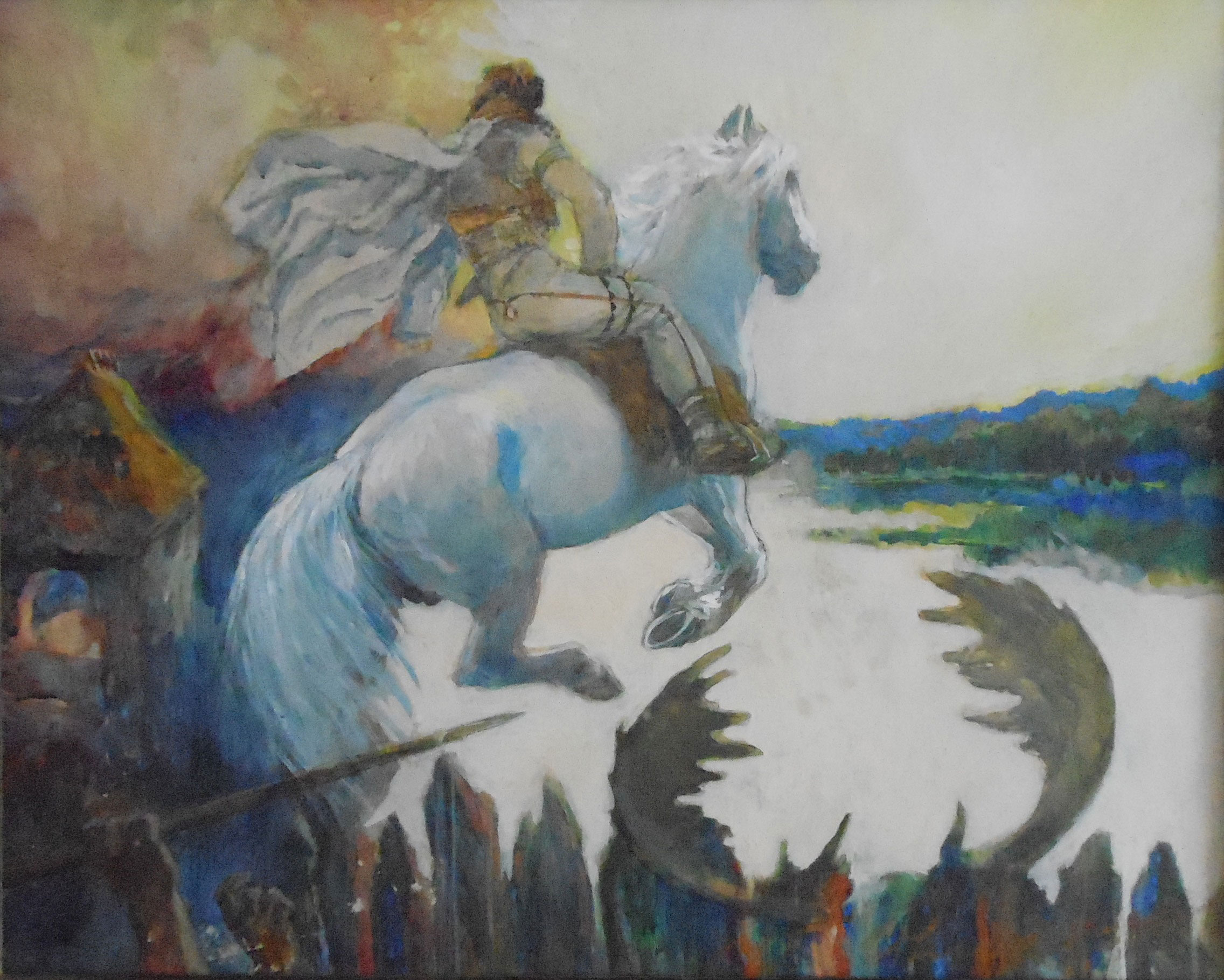
Peinture de Oldřich Cihelka représentant le cheval Šemík et Horymír lors du saut qui sauva le cavalier de sa condamnation à mort

Lorsque les gens présents regardèrent en contrebas, Šemík et son cavalier Horymír était bien vivants, sur l'autre rive de la Vltava, se dirigeant en direction de Neumětely. Devant ce miracle qui réjouissa les nobles et les supplications des courtisans, Křesomysl gracia Horymír.
Une fois arrivés à Neumětely, Šemík, dont le saut avait épuisé toutes les forces, tomba mort d'épuisement. Pendant son agonie, il demanda à Horymír de lui construire une tombe devant la porte de sa cour, ce qu'Horymír fit. La tombe de Šemík a depuis longtemps disparu, mais on dit que l'âme du fidèle cheval dort dans le rocher de Vyšehrad pour se matérialiser lorsque le moment viendra où l'on aura de nouveau besoin de lui.  

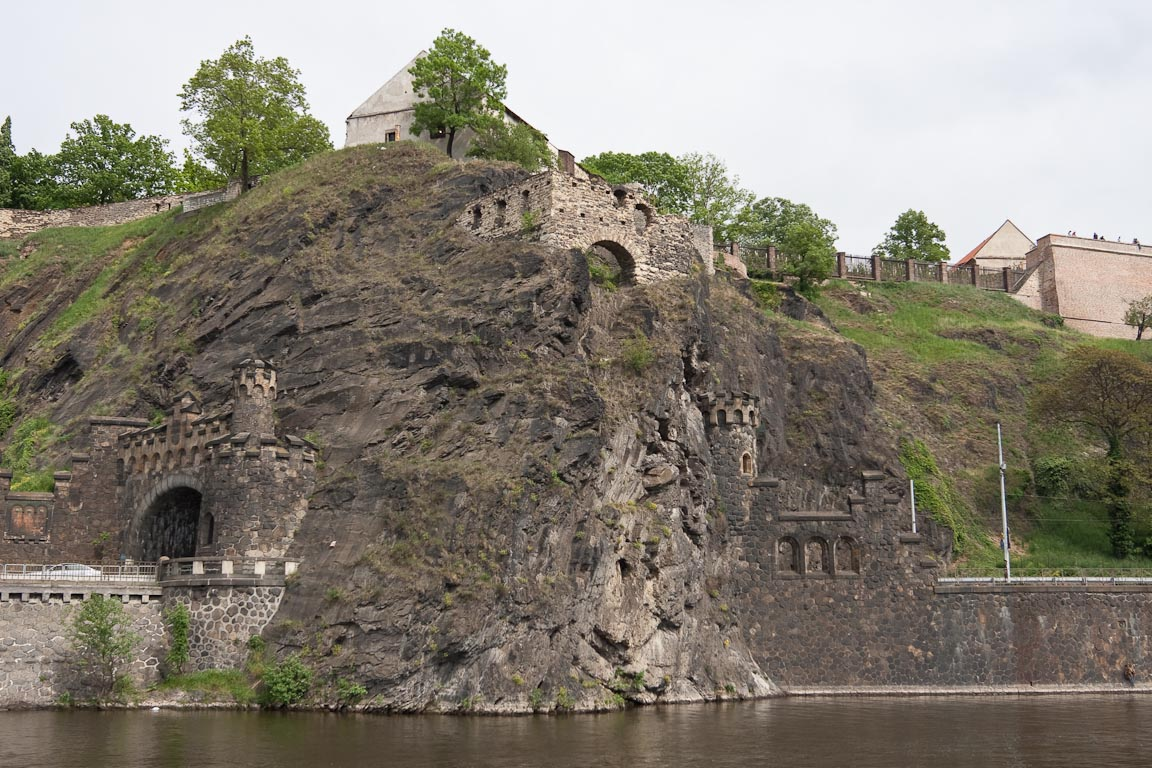
Le rocher de Vyšehrad vu depuis la Vltava, avec les ruines surnommées "Libušina lázeň" en français "Le bain de Libuše", et le plus récent pont de Vyšehrad qui traverse le rocher

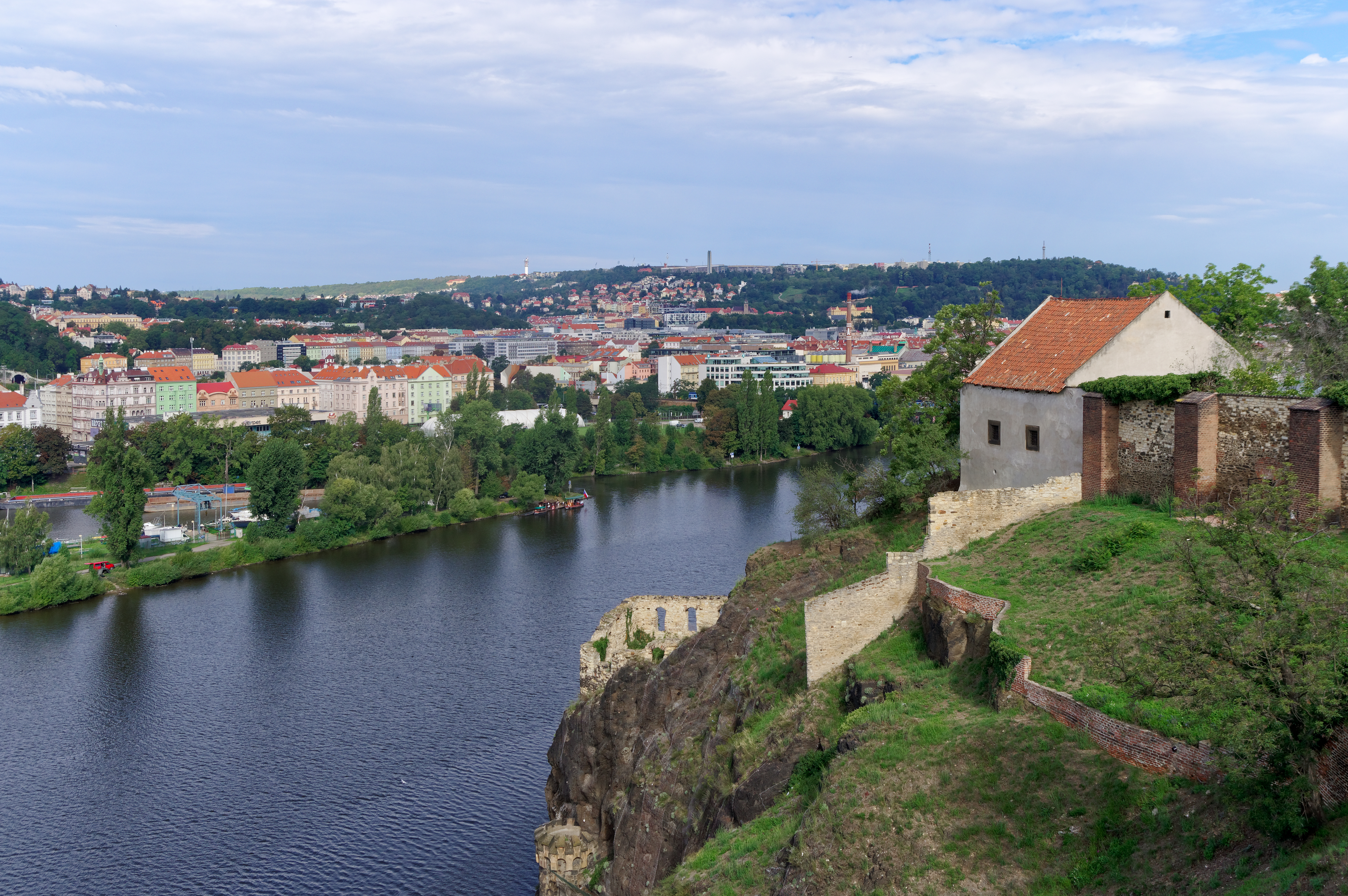
Le rocher de Vyšehrad face au quartier de Smíchov, tous deux séparés par la Vltava

La première trace écrite de la légende vient de la chronique tchèque de 1541 écrite par Václav Hájek de Libočany, soit bien après le IXe siècle où l'on situe Křesomysl, dont l'existence n'est elle-même pas avérée. Cependant ce récit aurait vraisemblablement pour origine une légende allemande similaire contant l'évasion d'Eppelein von Gailingen, où le baron-bandit échappe à une pendaison publique au château de Nuremberg au XIVe siècle.

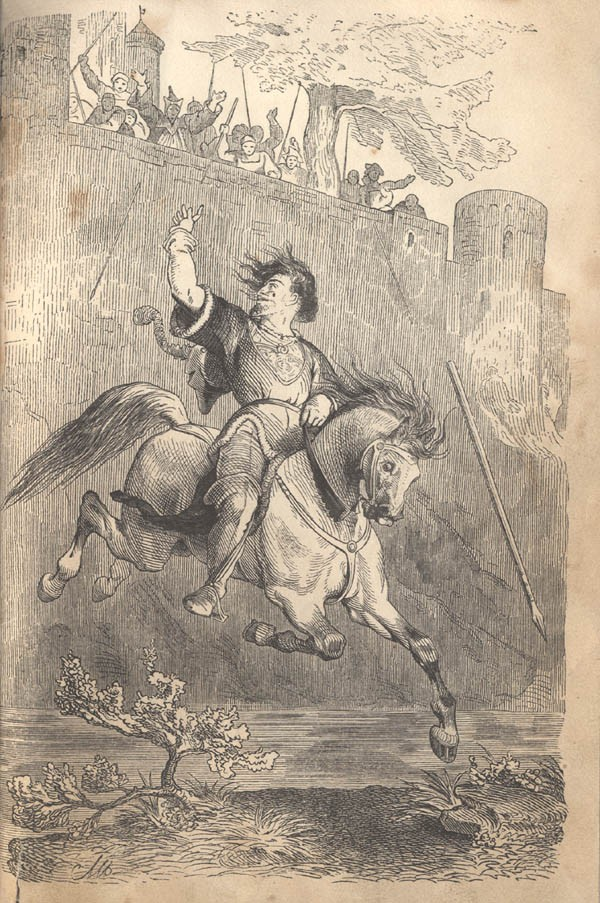
Illustration de 1852 par Franz Trautmann dépeignant l'évasion à cheval d'Eppelein von Gailingen

## Culture populaire
Ce cheval est l'emblème de l'hôtel U Šemíka à Prague
Le rocher de Vyšehrad, dans le quartier du même nom, situé au sud du centre historique de Prague, est désormais un lieu touristique.